# Robert Shprintzen
 (février 2024).
Si vous disposez d'ouvrages ou d'articles de référence ou si vous connaissez des sites web de qualité traitant du thème abordé ici, merci de compléter l'article en donnant les références utiles à sa vérifiabilité et en les liant à la section « Notes et références ».
Le docteur Robert Shprintzen, est un médecin américain contemporain. Il est spécialiste des troubles de la parole et plus particulièrement des maladies génétiques de la communication.
Il a donné son nom à quelques troubles répertoriés dans la page d'homonymie syndrome de Shprintzen.
À la fin des années 1970 il a identifié le syndrome de Shprintzen proprement dit (Microdélétion 22q11), lorsqu'il était directeur d'un important centre cranio-facial au Albert Einstein College of Medicine dans le Bronx.
À l'heure actuelle[Quand ?], il est professeur et directeur du "Center for the Diagnosis, Treatment and Study of Velo-Cardio-Facial Syndrome" à la SUNY Upstate Medical University (en) à Syracuse (New-York).